# Parapholidoptera
Parapholidoptera is een geslacht van rechtvleugeligen uit de familie sabelsprinkhanen (Tettigoniidae). De wetenschappelijke naam van dit geslacht is voor het eerst geldig gepubliceerd in 1953 door Maran.

## Soorten
Het geslacht Parapholidoptera omvat de volgende soorten:
- Parapholidoptera antaliae Nadig, 1991
- Parapholidoptera belen Ünal, 2006
- Parapholidoptera bolkarensis Çiplak, 2000
- Parapholidoptera castaneoviridis Brunner von Wattenwyl, 1882
- Parapholidoptera distincta Uvarov, 1921
- Parapholidoptera flexuosa Karabag, 1961
- Parapholidoptera georgiae Massa, Buzzetti & Fontana, 2009
- Parapholidoptera grandis Karabag, 1952
- Parapholidoptera intermixta Karabag, 1961
- Parapholidoptera kalashiani Massa, Buzzetti & Fontana, 2009
- Parapholidoptera karabagi Demirsoy, 1974
- Parapholidoptera kosswigi Karabag, 1950
- Parapholidoptera noxia Ramme, 1930
- Parapholidoptera punctifrons Burmeister, 1838
- Parapholidoptera salmani Çiplak, 2000
- Parapholidoptera signata Brunner von Wattenwyl, 1861
- Parapholidoptera spinulosa Karabag, 1956
- Parapholidoptera syriaca Ramme, 1930
- Parapholidoptera willemsei Katbeh Bader & Massa, 2001
- Parapholidoptera yoruka Çiplak, 2000
- Parapholidoptera ziganensis Karabag, 1964